# 喬希·薩金特
乔舒亚·托马斯·萨金特（英語：Joshua Thomas Sargent；2000年2月20日—），美國職業足球員，司職前鋒，現效力於英冠球會诺维奇城。

## 俱樂部生涯
薩金特出生於美國密蘇里州，小學時已是學校足球隊成員，到中學時於密蘇里州內的聖路易斯市足球學校接受訓練，並憑著於青年賽事中的出色表現，獲得於美國職業足球大聯盟球隊堪薩斯城體育會跟操試訓的機會，之後亦曾遠赴歐洲，到PSV燕豪芬、沙爾克04等球隊試訓，最終於2017年夏天成功加入了德甲球隊雲達不萊梅的青年隊。
經過一季的適應後，薩金特於2018年底獲提升至一隊，並於12月對杜塞爾多夫的聯賽中76分鐘以替補身份首次為球隊上場，亦是其德甲首次上場，結果於78分鐘首次觸球便打進一球，成為球隊史上於首次代表球隊上陣時間最快取得進球的球員；自此以後，薩金特便獲得越來越多上陣機會，表現亦越見明顯進步。
2020/21賽季，薩金特憑著高效率表現成為球隊前線的主力球員，其中於季初作客對豪門拜仁慕尼黑的聯賽中於完半場前製造出一次攻勢，助攻隊友打進一球而替球隊先開紀錄，雖然球隊最終被對手逼平而未能全取3分，但薩金特於整場比賽為拜仁防線帶來極大威脅，賽後獲得高評價。不過球隊去季戰績長期低迷，最終更保級失敗，而薩金特本被視為球隊出戰德乙聯賽的重要一員，但他最終獲英超球會诺维奇城以800萬鎊簽下，並簽約至2025年。
2022年1月21日，薩金特在3-0擊敗同為英超保級戰對手沃特福德的比賽中打進了第一個英超聯賽進球，並且梅開二度，共進兩球。

## 國家隊生涯
薩金特曾經幫助美國U20國家隊出戰2017年國際足協U-20世界盃，並成為其中一名於世青賽史上進球最多美國球員。
他於2017年底獲時任國家隊臨時主帥的徵召而首次入選美國國家足球隊，亦成為美國史上首名於同年曾入選U17、U20、成年隊的球員，並於對玻利維亞的友誼賽中首次代表國家隊上場，更於在這場國際賽取得首個進球。

## 榮譽

### 國家隊
美國
- 中北美洲及加勒比海國家聯賽冠軍：2019–20[10]

## 外部連結
- Joshua Sargent at USSoccer.com，存档于（存檔日期 June 30, 2017）
- Soccerway資料庫：Joshua Sargent
- Josh Sargent PDL stats